# S. A. Cosby
Shawn Andre Cosby, známý také jako S. A. Cosby, Shawn A. Cosby, (4. srpna 1973 Newport News, Virginia) je americký autor především kriminálních románů, proslavil se knihou Blacktop Wasteland.

## Život a dílo
Narodil v jihovýchodní Virginii, pochází z chudých poměrů. Pracoval v různých profesích, například jako asistent v pohřebním ústavu, v maloobchodě, jako řidič vysokozdvižného vozíku, zahradník, vyhazovač. Absolvoval v roce1992 Matthews High School, studoval anglickou literaturu na Christopher Newport University, ale studium nedokončil.
V roce 2019 vyšel jeho román My Darkest Prayer, v němž využil své zkušenosti zaměstnance pohřební firmy. O rok později vydal román Blacktop Wasteland (Asfaltová pustina), který získal cenu Los Angeles Times Book Prize a v roce 2021 Anthony Award. The Guardian a Library Journal jej označili za nejlepší knihu roku.V roce 2021 vyšel román Razorblade Tears (Slzy ostré jak břitva), který byl doporučen na letní čtenářský seznam Baracka Obamy a vyhlášen nejlepší knihou roku podle NPR, The Washington Post,Time a dalších. V roce 2022 získal román Anthony Award. Kniha All the Sinners Bleed vyšla v roce 2023. Cosby píše také povídky, povídka The Grass Beneath My Feet získala v roce 2019 Anthony Award, tutéž cenu získala v roce 2022 povídka Not My Cross to Bear Jeho povídky byly také v antologii Rural Voices neboThe Best American Mystery and Suspense. Romány Blacktop Wasteland a Razorblade Tears byly adaptovány do filmu.

## Knihy vydané v češtině
- Asfaltová pustina, 2022 (Blacktop Wasteland, 2020)[10]
- Slzy ostrý jak břitva, 2023 (Razorblade Tears, 2022)[11]